# Пламена фотометрија
Пламена фотометрија је метода која спада у област емсионе спектрофотометрије, слична је атомској|апсорпционој спектрофотометрији, зато што за побуђивање користи пламен. Пламен, као извор енергије је веома користан као једноставан извор при рутинским анализама алкалних и земноалкалних метала који имају мале енергије побуђивања па се лако одређују методама пламене фотометрије.

## Пламени фотометар (принцип рада)
Принцип рада се заснива на мерењу интезитета карактеристичне емитоване светлости, коју емитује раствор испитиваног елемента распршен у облику магле у гасовитом пламену. Коришћењем пламене ексцитације спектар се добија тако што се раствор металне соли распрши у пламен, растварач отпари остављаући со.
Со се распада на атоме, они се под утицајем топлоте ексцитирају што узрокује прелазак валентних електрона на више енергетске нивое.Када се електрони враћају у основно стање емитује се одређена количина енергије, њена таласна дужина је одређена Планк-Еинстеин-овом релацијом: 

## Примена пламене фотометрије
- Агрохемикалије - земљиште, ђубрива, биљни материјал
- Минералогија и геологија - анализа воде и минерала
- Клиничка хемија - Na и К у телесним течностима

(серум, плазма, урин, зној) и бројна ткива
- Одређивање литијума
- Индустрија - анализа легура метала, стакла,

цемент, ватростални материјали, реагенси, ….

## Инструментације пламене фотометрије
Пламени су емисијски инструменти по грађи слични пламеним апсорпцијским инструментима, уз изузетак извора зрачења, који је у првом примеру пламен. Непотребни су сијалица са шупљом катодом и делитељ снопа. Неки инструменти имају могућност емисије или апсорпције или мерења. Почетни радови у атомској емисијској анализи изведени су уз примену горионикa с турбулентним протоком.

## Апаратура за пламену фотометрију
Нормална апаратура за пламену фотометрију састављена је од следећих делова:
1. Фотометар за одређивање јачине светла пламена
2. Уређај за мерење и мењање плинског притиска и боце са плином
3. Горионик са распршивачем

Највише температуре пламена у различитим плинским смесама
| Гориви плин                 | % плина | температура у °C |
| --------------------------- | ------- | ---------------- |
| Бензински плин-ваздух       | 12.2    | 1068             |
| Ацетилен-ваздух             | 9.0     | 2325             |
| Пропан-ваздух               | 4.1     | 1925             |
| Водоник-ваздух              | 31.6    | 2045             |
| Водоник-кисеоник            | 78.0    | 2660             |
| Гас за осветљавање-кисеоник | 65.0    | 2730             |
| Ацетилен-кисеоник           | 44.0    | 3135             |
| Гас за осветљавање-кисеоник | 17.6    | 1918             |

## Методологија пламене фотометрије
Код методологије је потребно разликовати принципе употребљене методе анализе и технике извођења аналитичких одређивања

#### Техника рада
Када радите са компримираним плиновима и гасовима потребно је искуство, односно потребно је да у пракси аналитачару буде објашњено поступање са челичним боцама и редукционим уређајима.
Препоручено је да пре него то се мерење изврши сачекати горући пламен 10 до 20 минута, а док се чека пожељно се распршити воду у распршивачу.

## Специјалне методе пламене фотометрије
Подела:
1. Пламена спектроскопија
2. Атомска апсорпциона спектроскопија

#### Пламена спектроскопија
Представља облик нормалне емисионе спектралне анализе у којој се користи спектрограф са фотографском плочом као рецептором зрачења као фотоелектричну фоотметријску апаратуру.Ова метода даје веома квалитетне резултате одређивања.

#### Атомска апсорпциона спектроскопија
Ова метода ће имати велике могућности. Заснована је на радовима A. Walsh-а, где се као објекат употребљава пламен са распршеним растворима где се апсорбује монохроматско светло неких специјалних извора светла.

Апаратура за атомску апсорпциону спектроскопију:
- Светлосни извор
- Спектрофометар-мерење апсорпције светла у пламену
- Горионик са распршивачем

## Одређивање натријума, калијума и калцијума у биолошком материјалу
На пољу медицинске хемије пламена фотометрија се примењује у одређивању натријума, калијума и калцијума у крвној плазми и мокраћи.
Постоји пет метода обраде билошком материјала за пламену фотометрију:
1. Метода разређивања
2. Метода таложења беланчевина
3. Разблаживање органским растварачима
4. Сува минерализација
5. Мокра минерализација